# Saint-Georges-sur-Arnon
Saint-Georges-sur-Arnon település Franciaországban, Indre megyében. Lakosainak száma 554 fő (2022. január 1.). Saint-Georges-sur-Arnon Chârost, Plou, Poisieux, Saugy, Issoudun, Migny és Sainte-Lizaigne községekkel határos.

## Népesség
A település népessége az elmúlt években az alábbi módon változott:
| Lakosok száma | 326  | 335  | 383  | 503  | 576  | 566  | 575  | 571  | 572  | 554  |
|               | 1968 | 1982 | 1990 | 2006 | 2013 | 2015 | 2017 | 2019 | 2020 | 2022 |